# Euspinolia militaris
 (janvier 2018).
Si vous disposez d'ouvrages ou d'articles de référence ou si vous connaissez des sites web de qualité traitant du thème abordé ici, merci de compléter l'article en donnant les références utiles à sa vérifiabilité et en les liant à la section « Notes et références ».
Espèce
La « fourmi panda » (Euspinolia militaris) est une espèce d'insectes hyménoptères de la famille des Mutillidae. C'est une espèce très résistante. En dépit de son apparence de fourmi, il s'agit d'une guêpe sans ailes chez les femelles et pourvue d'ailes chez les mâles. Ses poils font penser au pelage du panda géant, c'est pour cela qu'elle porte ce nom.

## Description
Ses poils sont de couleur blanche sur la tête, blancs et noirs sur le reste du corps.
Cette espèce pond environ 2 000 œufs chaque année.
L’individu vit environ 2 ans. Les chercheurs ne connaissent pas bien l'espèce car elle a été très rarement étudiée, mais nous savons que cette espèce peut être hermaphrodite.

## Habitat
Cette espèce vit principalement dans la forêt de la région chilienne de Coquimbo, mais elle a récemment été aperçue dans certaines régions du Mexique et dans le sud-ouest des États-Unis,.

## Reproduction
La guêpe a un rituel d’accouplement peu courant ; le mâle prend la femelle sur ses ailes pendant l’accouplement et ils se reproduisent en volant.
Après avoir terminé, la femelle cherchera un nid d’insectes comme une ruche ou un nid de guêpes où elle va déposer ses œufs près de chaque larve.
Ensuite, les jeunes se développeront en tuant leurs hôtes (nymphes/larves) au bout de quelques jours.

## Caractéristiques physiques
L’espèce se caractérise par son dimorphisme sexuel. En effet seul le mâle possède des ailes. Cet animal possède également un exosquelette très épais. Cet exosquelette le protège des prédateurs et lui permet d'envahir les nids d'insectes (revoir la section sur la reproduction). Il peut aussi servir à préserver son humidité. Elle pèse 0,05 gramme et peut soulever jusqu'à 150 fois son propre poids. Elle peut aussi atteindre 8 mm de long.

## Comportement
Les mâles et les femelles de cette espèce ont une structure sur la partie postérieure de leur corps qu’ils utilisent pour émettre un gazouillis lorsqu’ils sont alarmés. De plus, la femelle est très active pendant la journée, tandis que le mâle est surtout un animal nocturne.